# مصطفى لعريبي
مصطفى لعريبي (بالفرنسية: Mustafa Laribi
)‏ هو ممثل جزائري، ولد يوم 8 يناير 1969 في تيبازة في الجزائر.

## أعمال
- 2022: بابور اللوح

- 2023: حداش حداش جزء 1

- 2023: الدامة
- 2024: البراني
- 2024: حداش حداش جزء 2
- 2025: الأرض
- 2025: اللي فات مات

## روابط خارجية
- مصطفى لعريبي على موقع IMDb (الإنجليزية)
- مصطفى لعريبي على موقع قاعدة بيانات الأفلام العربية